# Tiempo (periódico)
Tiempo es un periódico chileno de aparición semanal, editado en la ciudad de La Serena. Es de distribución regional, y se centra principalmente en las informaciones de carácter económico. La publicación pertenece a la Sociedad Periodística Tiempo Compañía Limitada.

## Historia
Tiempo fue fundado el día 13 de noviembre de 1993, por el periodista y administrador de empresas, Luis Villagrán Castellón, su propietario actual. Las oficinas de redacción se ubican hasta el día de hoy en Los Carrera 521-B, en el sector central de la capital de la Región de Coquimbo.
En sus inicios, el periódico era de publicación quincenal. Con el correr de los años fue adquiriendo notoriedad en la zona, estableciéndose finalmente como semanario y logrando consolidar su estructura y contenidos. 
Tiempo fue pensado desde sus inicios para dar cobertura informativa a las noticias de carácter económico y empresarial de la Región de Coquimbo, vinculando también al mundo público y privado. 
Entre otros aspectos, en sus páginas se da cobertura informativa a la actividad académica universitaria y a la investigación científica, a los proyectos emblemáticos del gobierno regional y a la actividad empresarial en las diversas áreas de desarrollo como la agricultura, industria, minería y turismo. También cuenta con un espacio permanente con el anuncio de las nuevas empresas creadas en la región de Coquimbo y con un reconocido espacio denominado "Off The Record" que logra atraer la atención de aquellas personas vinculadas a la toma de decisiones en la región. 
A partir de este medio de comunicación nacido en La Serena, los socios integrantes del semanario Tiempo dieron vida a la Sociedad Periodística Guayacán y a un nuevo medio de comunicación regional. A través de dicha sociedad, desde el 14 de abril de 2004 edita el diario La Región, cuyas oficinas se encuentran en la ciudad de Coquimbo y cuya línea editorial cubre otro espectro de lectores, con abundantes noticias locales, deportes, desarrollo comunal y noticias policiales. También, el 24 de abril de 2014 iniciaron la publicación del semanario El Brillador, dedicado exclusivamente a noticias del sector denominado Las Compañías en la comuna de La Serena.
En diciembre de 2005, Tiempo inauguró su sitio en Internet, con lo cual la lectoría en papel queda complementada con la versión en línea. En la página se pueden encontrar las mismas informaciones de la edición impresa, y además se pueden encontrar foros, encuestas y secciones de participación ciudadana.

## Suplemento Mateo
El semanario Tiempo, en su afán de educar a la población infantil regional, publica desde marzo del año 2001, el suplemento educativo Mateo. Su editora es María Moore Jeraldo, quien también es gerente del semanario. Cuenta con una distinción del Ministerio de Educación de Chile, por el fomento y apoyo a la educación en la Región de Coquimbo. Además de hablar sobre temas educativos, realiza reportajes y entrega noticias de actividades interescolares de La Serena, Coquimbo, Ovalle, y sus alrededores.

## Comité editorial
El director del semanario Tiempo es don Luis Villagrán Castellón. Su representante legal es don Enrique Reyes Harris; su gerente es doña María Moore Jeraldo, quien a la vez es la encargada de Publicidad y Marketing Empresarial; el editor del semanario es Víctor Villagrán Moore, contando con el trabajo de un equipo periodístico.